# Авіва Рабинович
Авіва Рабинович-Він (івр. אביבה רבינוביץ'-וין) (23 березня 1927 — 7 липня 2007), відоміша як просто Авіва Рабинович — професорка ботаніки, головна наукова співробітниця Управління природи та парків Ізраїлю (1970—1988), та природоохоронна активістка.

## Біографія

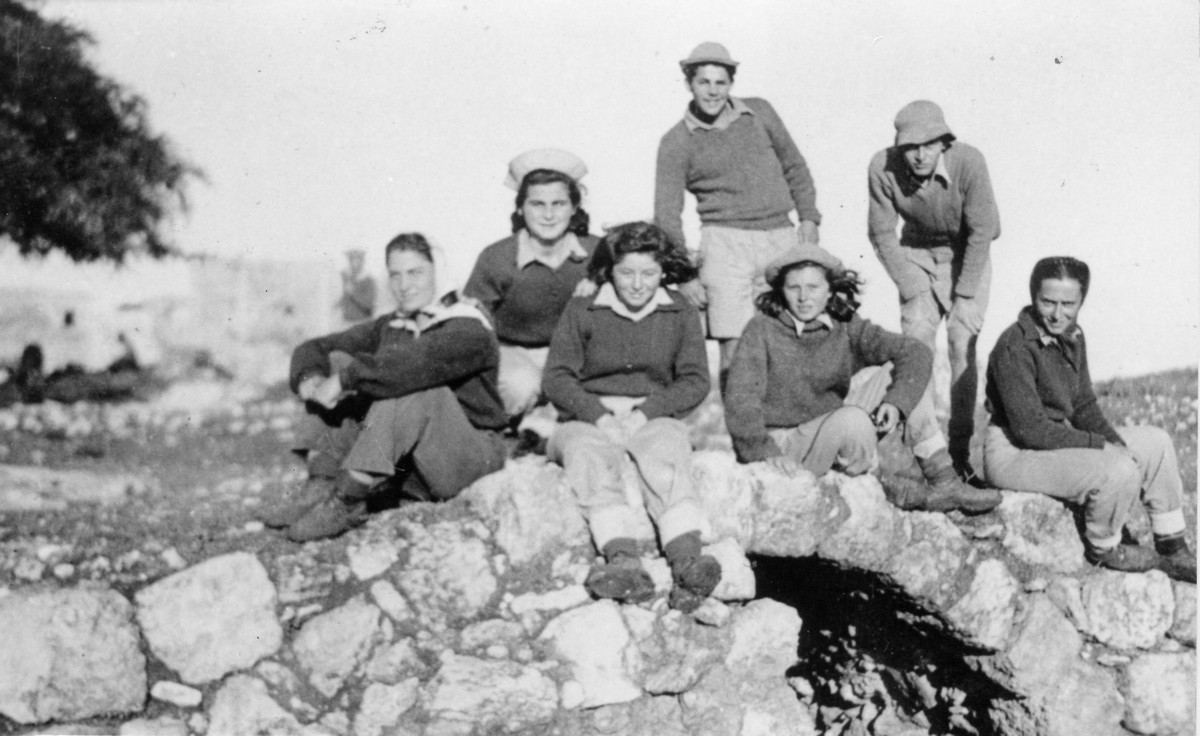
Авіва Рабинович з товаришами Пальмах

Авіва Рабіновиц, дочка Ганни і Нафталі, народилася в Ейн-Гароді, жила в Єрусалимі та в Кфар-Варбурзі, де її батьки заснували ферму, і навчалася в Беер-Тувії. У 1944 році вона вступила в Пальмах (у відставці в 1949 році), брала участь у війні за незалежність Ізраїлю і була поранена в бою. У своєму інтерв'ю 1998 року вона сказала, що ветерани, такі як Аріель Шарон, Рафаель Ейтан та Іцхак Рабін, «слухали її екологічні марення лише тому, що пам'ятали її як єдину жінку, поранену під час війни під час оборони ворожих позицій».
Спочатку їй було призначено роботу секретарки та комунікаторки у роті H, але її звільнили через її вдачу. Вона повернулася на ферму, але через вторгнення арабів вона переїхала в Кір'ят-Анавім, де був розквартирований четвертий батальйон Пальмаха, і знову була зарахована як патрульна роти А під керівництвом Урі Бен-Арі (теперішньої бригади Харель) і брав участь у всіх боях роти.
Вона була однією з десяти жінок, які взяли інтерв'ю у документальному фільмі Akhyotenu giborot ha-tehila («Наші сестри, героїні слави»).
Після звільнення Авіва оселилася в кібуці Кабрі разом з деякими членами бригади Харель. Вона вийшла заміж за Гілеля Віна (івр. הלל וין) і у них було двоє дітей Хіла та Рон. Там вона прожила до кінця свого життя.
Її поховали в кібуці Кабрі.

## Професійна діяльність
Після війни Авіва викладала в школі біологію, фізику, фізику. Єврейський університет в Єрусалимі дозволив їй закінчити аспірантуру, пропустивши формальні вимоги бакалавра. Вона отримала ступінь докторки філософії на основі роботи з ботаніки під керівництвом професора Майкла Зохарі про взаємодію між гірськими, ґрунтовими та рослинними спільнотами. У 1969 році вона була найнята в Управлінні природних заповідників і пропрацювала в агентстві 27 років.
Авіва Рабінович була затятою критикесою Єврейського національного фонду (JNF) за його монокультурний підхід до лісового господарства, що негативно вплинуло на дику природу. Зокрема, вона подала позов до Вищого суду справедливості проти JNF та кількох урядових організацій на те, що вони агресивно обробляли території, призначені для заліснення, що призвело до серйозних екологічних збитків, і вона виграла вердикт про те, що передбачені заходи з підготовки до заліснення завдали серйозної шкоди екосистемі і протягом багатьох років порушували закон. Незважаючи на суперечки, JNF включив Авіву Рабінович до свого наукового комітету, і вона стала лекторкою з його професійної підготовки.
Коли Авіву Рабінович призначили головою новоствореного наукового відділу НАР, вона встановила наукові критерії розмежування заповідників та ініціювала ініціативу контрольованого випасу на екологічних принципах, щоб збалансувати флору, вона рекомендувала стада допускали до заповідників. Вона створила освітні програми для рейнджерів. На початку 1980-х років вона запровадила комп'ютеризовані екологічні бази даних. Вона обіймала посаду головної наукової співробітниці NRA протягом 1970—1988 років і описана Алоном Талом як «одного з найбільш провокаційних екологів Ізраїлю».